# تي موبايل جمهورية التشيك

تي-موبايل تشيك هي شركة تشغيل شبكة لاسلكية تشيكية، تمتلكها شركة الاتصالات الألمانية دويتشه تيليكوم. تي-موبايل هي أكبر مشغل لشبكات الهواتف المحمولة في جمهورية التشيك. حتى 31 ديسمبر 2014، كانت تستخدم خدمات تي-موبايل حوالي ستة ملايين عميل.
تي موبايل هي أكبر مشغل شبكة للهاتف المحمول في جمهورية التشيك . اعتبارًا من 31 ديسمبر 2014 ، كان هناك ستة ملايين عميل يستخدمون خدمات T-Mobile. 

## التاريخ
تعمل T-Mobile في السوق التشيكية منذ عام 1996 بصفتها (شركة مشتركة من Ceske Radiokomunikace ودويتشه تيليكوم ) توفر شبكة باسم Paegas. تعمل تي موبايل جمهورية التشيك باعتبارها شبكة اتصالات متنقلة عامة على معايير GSM وUMTS وLTE . في 19 أكتوبر 2005 ، كانت T-Mobile أول مشغل في جمهورية التشيك يطلق تقنية الجيل الثالث هذه. في عام 2011 ، وقعت O2 Czech Republic و تي موبايل جمهورية التشيك اتفاقية حول مشاركة شبكات الجيلين الثاني والثالث والـ LTE. '